# 南僑集團
南僑集團，又稱南僑關係企業，是臺灣一家大型企業集團，橫跨化學工業、食品業、餐飲業等事業。在台灣設有桃園廠（綜合油脂）、中壢廠（食品）、台南廠（冰品），中國設有天津南僑廠（食品）、廣州南僑廠（食品）、上海金山一廠與上海金山二廠（食品），還有泰國萬磅廠（食品）。創辦人為陳其志、現任董事長為陳飛龍。

## 發展歷史

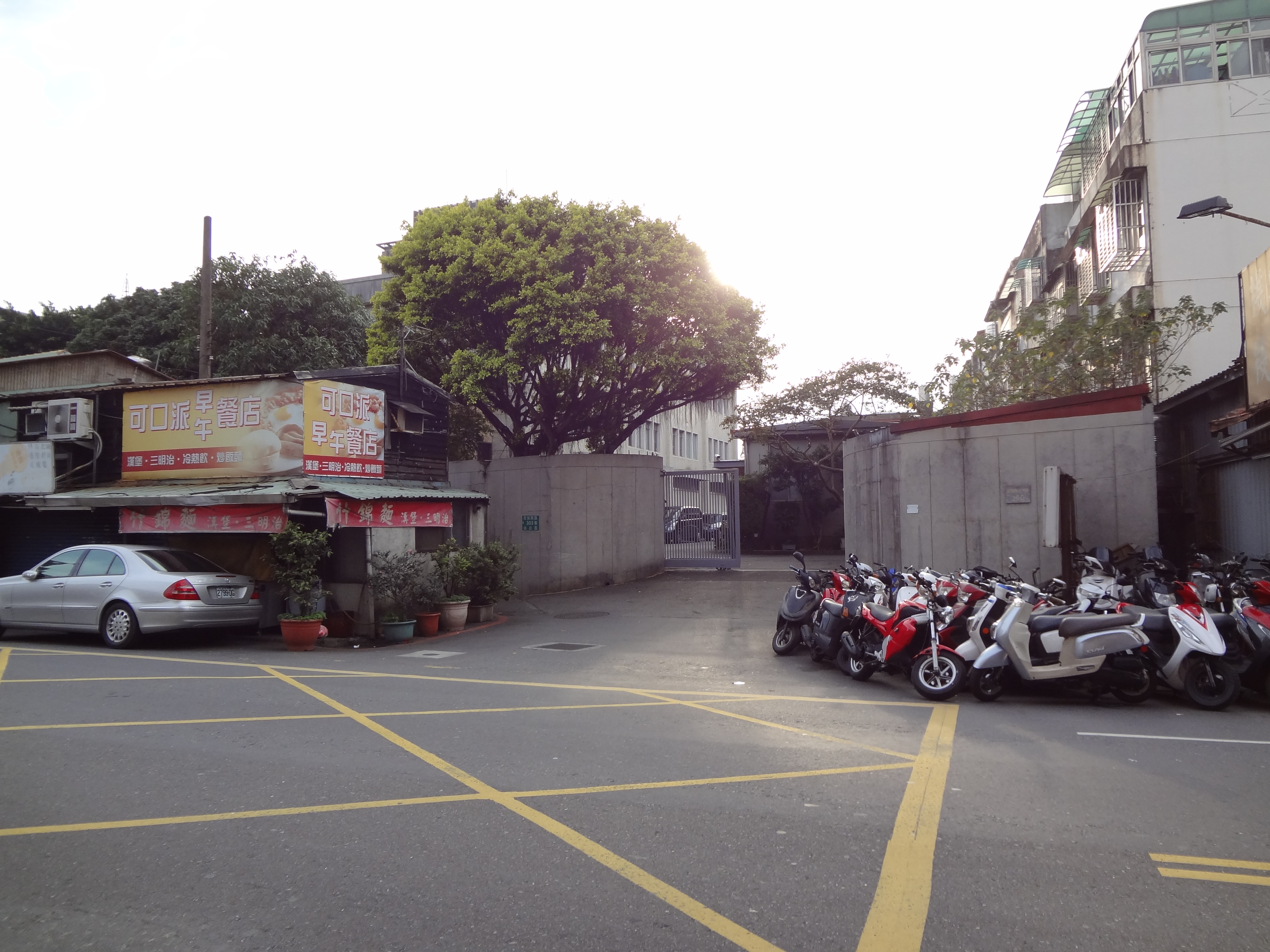
南僑化工總部（臺北市大同區延平北路四段100號）

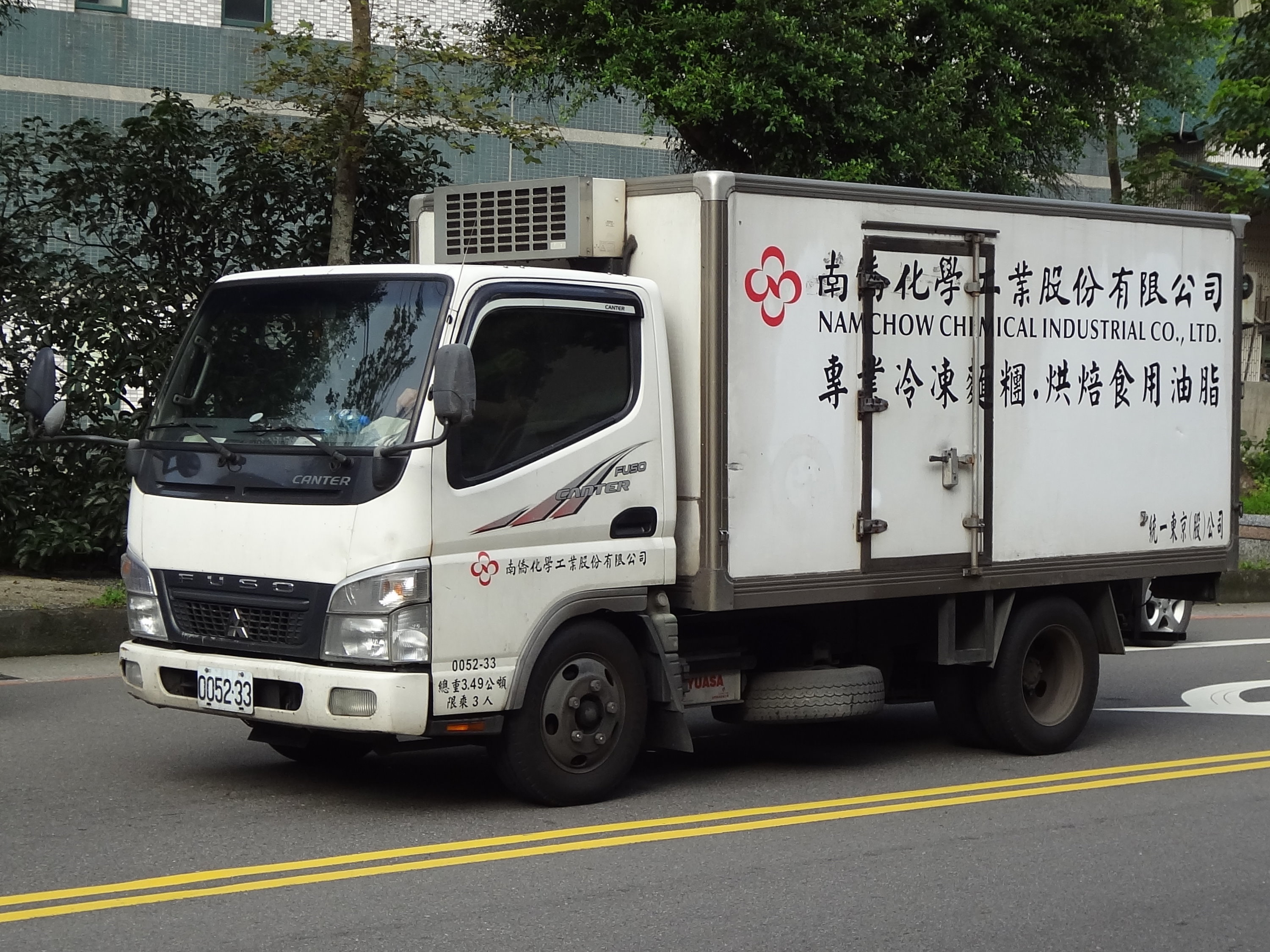
南僑化工的貨車

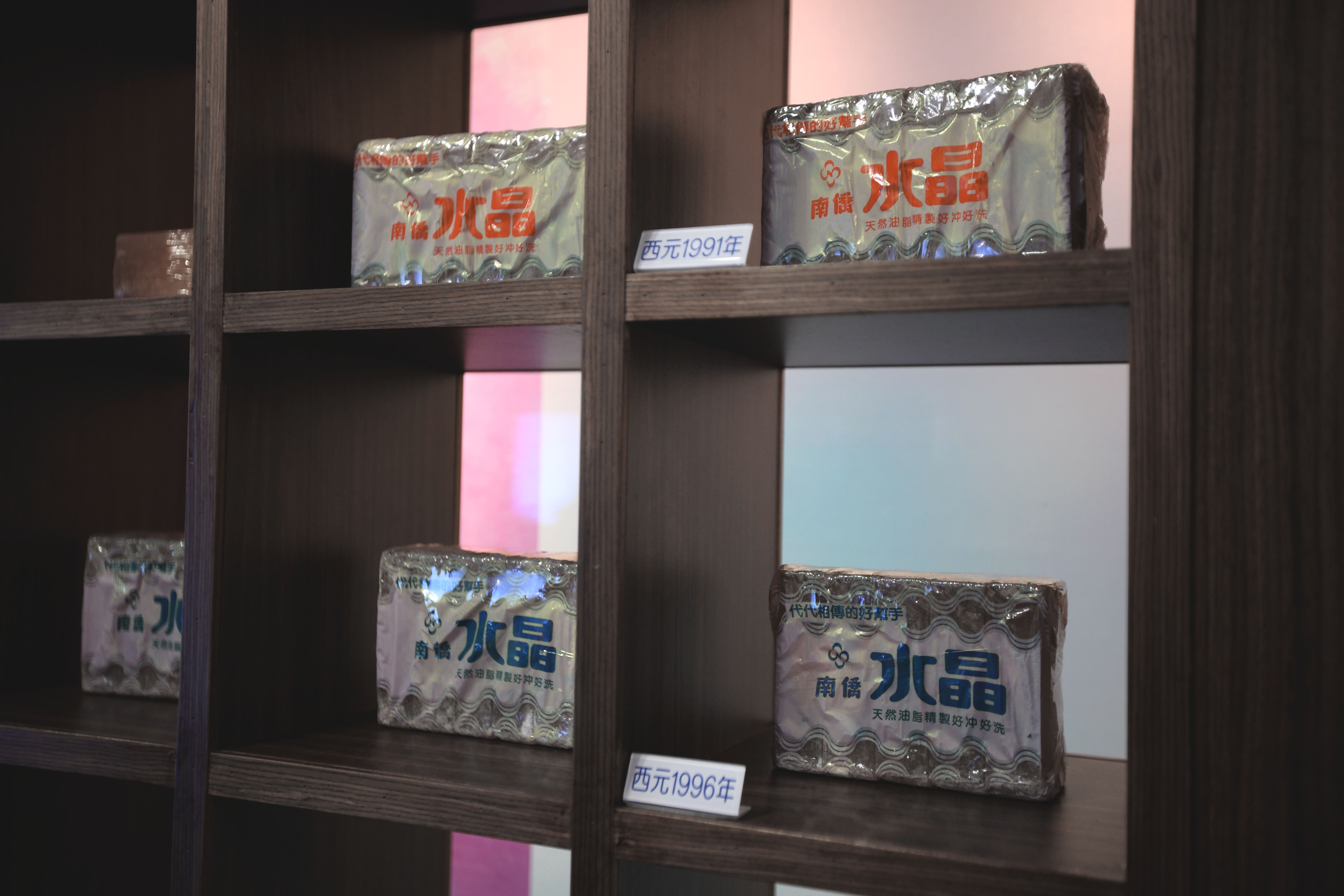
南僑桃園觀光體驗工廠展示的南僑水晶肥皂

1952年，陳其志聯合菲律賓華僑投資由印尼華僑創辦的南僑工業，但南僑工業仍然持續虧損。陳榮恭接手南僑工業，改組為南僑化工，最初以生產肥皂為主。
1956年，南僑化工進入油脂生產事業。
1963年，南僑化工推出「南僑水晶肥皂」，成為南僑化工最暢銷商品。
1971年，南僑化工在桃園縣龜山鄉龜山工業區興邦路設廠。
1981年，南僑化工在桃園縣中壢市(今桃園市中壢區)成立南新食品股份有限公司，生產「歐斯麥」餅乾。
1984年，南僑化工與美國日用品公司寶鹼合資成立寶僑家品。
1990年，因南僑化工與寶鹼各自事業策略考量，合作契約宣告終止，寶鹼買下南僑化工持有的寶僑家品股權，寶僑家品成為寶鹼在台全資子公司。
1988年，南僑化工成立皇家可口股份有限公司，生產「杜老爺」冰淇淋、甜筒、冰棒等。
1989年，南僑在泰國設廠。
1991年，南僑泰國廠正式開工營運，生產速食麵、米果類（嬰兒米餅）產品。
2012年6月27日，南僑桃園觀光體驗工廠落成，佔地1.5萬坪。
2014年，南僑化工成立南僑日本株式會社，經營日本餐飲、食品相關業務。
2017年8月25日，南僑化工更名為南僑投資控股股份有限公司。
2021年，南侨集团在FoodTalks发布的2021年全球特种油脂企业30强榜单上排行第11，是唯一入围的台湾企业。

## 集團企業
企業公司
- 南僑投資控股
- 皇家可口
- 點水樓餐飲事業
- 南僑食品集團(上海)

旗下餐廳
- 臺灣︰點水樓江浙料理、本場流示範麵店、台北寶萊納餐廳、小王子的飛行旅程法式餐廳、泰國風味館。
- 中国︰︰上海點水樓、上海寶萊納花園啤酒餐廳、濱江一號 kafer 西餐廳、仙炙軒鐵板燒。

## 外部連結
- （繁體中文）南僑集團 （页面存档备份，存于）
- 首頁 - 南僑水晶肥皂 - 天然呵護 維護健康與環保 （页面存档备份，存于）
- 南僑水晶肥皂的Facebook專頁
- 樟之物語｜純粹天然牛樟芝精華肥皂 （页面存档备份，存于）
- 樟之物語 活力精華皂的Facebook專頁
- 杜老爺冰淇淋 Duroyal （页面存档备份，存于）
- 杜老爺冰淇淋 Duroyal Ice Cream的Facebook專頁
- 冰淇淋 彙整 - 卡比索皇家俄羅斯冰淇淋 （页面存档备份，存于）
- 卡比索皇家俄羅斯冰淇淋的Facebook專頁
- 南僑膳纖熟飯 _ 照顧全家人的健康即食熟飯 （页面存档备份，存于）
- 南僑膳纖熟飯的Facebook專頁
- 小廚師慢食麵littlecook _ 營養、安全、居家的正餐 （页面存档备份，存于）
- 小廚師慢食麵/Little Cook的Facebook專頁
- YouTube上的小廚師慢食麵頻道
- 南僑讚岐急凍熟麵 （页面存档备份，存于）
- 南僑集團的Facebook專頁
- YouTube上的南僑讚岐急凍熟麵 sanuki頻道
- 點水樓 （页面存档备份，存于）
- 點水樓的Facebook專頁
- 台北寶萊納啤酒餐廳的Facebook專頁
- 本場流專業麵店的Facebook專頁
- 南僑桃園觀光工廠-泰國文物館/泰國風味餐廳的Facebook專頁
- 小王子的飛行旅程的Facebook專頁
- 南僑桃園生活體驗園區 （页面存档备份，存于）
- 南僑桃園生活體驗園區的Facebook專頁
- 台灣公司資料 （页面存档备份，存于）